# The Lawn
The Lawn (in italiano Il Prato), elemento chiave del Villaggio Accademico di Thomas Jefferson, è un vasto prato terrazzato che costituisce il centro storico della comunità accademica jeffersoniana dell'Università della Virginia. Il Lawn e gli edifici circostanti, progettati dallo stesso Jefferson, sono una dimostrazione della sua maestria nell'architettura palladiana e neoclassica. Il sito è stato riconosciuto come capolavoro architettonico a sé stante. Il Lawn è stato designato National Historic Landmark District e fa parte di un sito patrimonio dell'UNESCO insieme agli edifici originali dell'Università della Virginia e a Monticello, la residenza vicina di Jefferson. Questa designazione è dovuta al significato architettonico e culturale del sito.
In origine, Jefferson progettò il Lawn come centro dell'università, circondandolo quindi da alloggi per studenti e docenti. L'edificio più famoso è The Rotunda, che si trova all'estremità nord del sito, di fronte alla Old Cabell Hall. A delimitare gli altri due lati del Lawn ci sono dieci padiglioni, dove i docenti abitano ai piani superiori e insegnano al piano terra, e 54 camere del Lawn, riservate a studenti selezionati con cura per il loro ultimo anno. Essere scelto come residente del Lawn al quarto anno è considerato uno dei più prestigiosi riconoscimenti dell'università. Di fronte ai padiglioni e alle camere del Lawn ci sono dieci giardini, ognuno dei quali, come i padiglioni, è progettato in modo distinto; non esistono due giardini uguali. La fila più esterna di edifici su entrambi i lati costituisce il limite del Villaggio Accademico; questi edifici sono noti come The Range e ospitano gli studenti laureati.
Fin dalla fondazione dell'università nel 1819, il Lawn è stato il centro simbolico dell'Università della Virginia. Ogni anno ospita le cerimonie di laurea dell'università e vari eventi durante tutto l'anno.

## Descrizione
Il termine "Lawn" può riferirsi sia ai terreni originari progettati da Thomas Jefferson per l'Università della Virginia, sia specificatamente al prato erboso intorno al quale sono disposti gli edifici storici dell'università. Il Lawn è composto da quattro file di colonnati che alternano stanze per studenti e edifici più grandi. La fila interna di colonnati, rivolta verso il prato centrale vero e proprio, comprende dieci Padiglioni (che offrivano sia aule che alloggi per i professori originari dell'università) e 54 stanze per studenti, mentre la fila esterna, rivolta verso l'esterno, comprende sei Hotel (tipicamente edifici di servizio e punti di ristoro) e altre 54 stanze per studenti. All'estremità dei colonnati, rivolta a sud verso il Lawn, si trova la Rotonda, una copia in mattoni bianchi in scala metà del Pantheon, con colonne bianche, che in origine ospitava la biblioteca dell'università.
Ci sono un totale di 206 colonne che circondano il Lawn: 16 sulla Rotonda, 38 sui Padiglioni e 152 sui camminamenti. Gli ordini delle colonne variano a seconda della formalità e dell'utilizzo dello spazio, con colonne corinzie all'esterno della Rotonda che cedono il passo a ordini dorico, ionico e composito all'interno; dorico, ionico o corinzio su ciascuno dei padiglioni; e un colonnato toscano relativamente semplice lungo i camminamenti del Lawn
.

## Storia

### Progetto di Jefferson

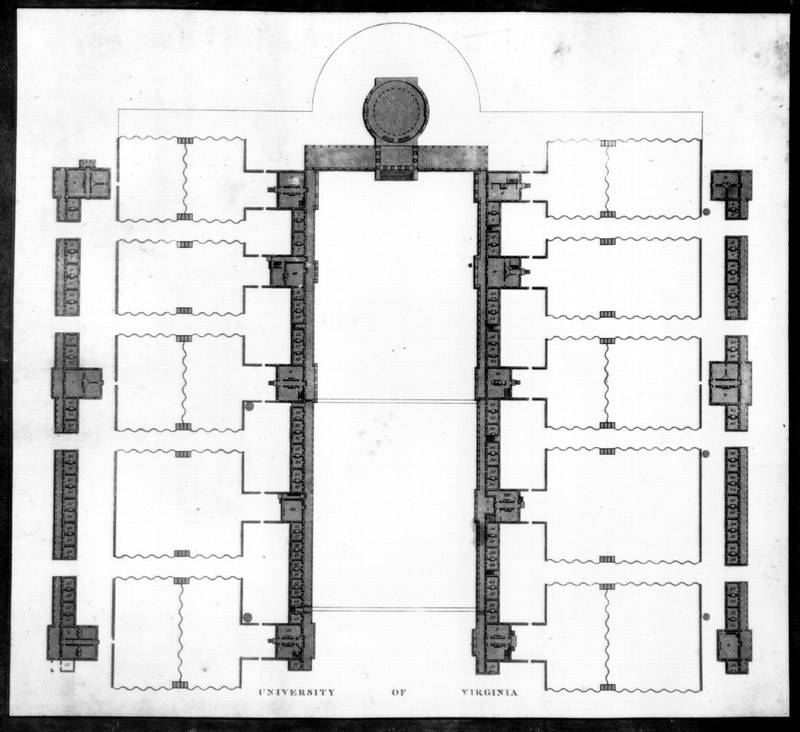
Incisione di Peter Maverick raffigurante la planimetria dell'Università della Virginia, basata sul disegno di Jefferson del 1826.

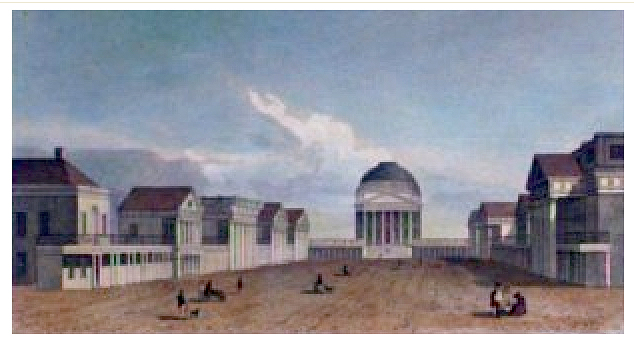
Incisione, 1831

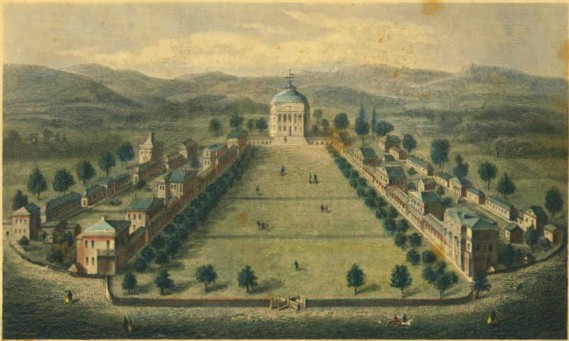
Incisione del 1856 raffigurante the Lawn, in direzione nord

Il progetto di Jefferson per il Lawn mirava a trovare un'alternativa all'architettura universitaria tradizionale con un singolo edificio, come quella che aveva sperimentato da studente al College di William e Mary, poiché la riteneva "rumorosa, malsana, vulnerabile agli incendi e che offriva poca privacy". Il modello generale del Lawn (la pianta a U con una cupola centrale) è simile, e potrebbe essere stato influenzato da, il progetto di Joseph Jacques Ramée per l'Union College e il progetto di Benjamin Latrobe per un'accademia militare, così come dai progetti di Palladio e dalla sua stessa casa, Monticello. Lungo i bracci della U, i colonnati forniscono un riparo, ma all'aperto, tra i padiglioni e le stanze degli studenti, e mentre tutto nel Lawn comunica con il prato o il mondo esterno, la privacy è garantita dai giardini recintati.
Jefferson divise gli edifici del prato in dieci unità, o Padiglioni, per riflettere la sua classificazione dei rami del sapere, e progettò il rapporto tra loro e il resto del Lawn. Ognuno dei dieci Padiglioni ha un design unico, inteso a conferire dignità individuale a ciascun ramo di studio, e l'insieme doveva servire come una sorta di aula all'aperto per lo studio dell'architettura, come scrisse a William Thornton, architetto del Campidoglio degli Stati Uniti:
(Lettera di Thomas Jefferson a William Thornton, 1817)
Thornton fornì volentieri progetti per due padiglioni, uno dei quali fu adattato per il design del Padiglione VII, il primo ad essere costruito. Jefferson sollecitò progetti anche da Benjamin Latrobe, che aveva lavorato con lui alle camere della Camera dei Rappresentanti degli Stati Uniti. Latrobe rispose con uno schizzo che mostrava la pianta dell'università, con una struttura a cupola simile alla Villa Capra detta la Rotonda di Palladio, e inviò un secondo grande disegno nell'ottobre del 1817 che mostrava almeno cinque prospetti dei Padiglioni, forse dieci (mentre aveva promesso a Jefferson "sette o otto" Padiglioni, il disegno originale è andato perduto). Si ritiene che i disegni di Latrobe siano stati utilizzati per i progetti dei Padiglioni III, V, IX e X. Inoltre, si presume che molti dei Padiglioni orientali si basassero sui progetti di Latrobe, poiché Jefferson preparò i disegni per tutti e cinque gli edifici in sole tre settimane. Durante tutto il processo, Jefferson ha adattato i progetti per adattarli al sito, regolando la larghezza, specificando l'architrave e fornendo il progetto dettagliato dell'interno della Rotonda.
L'area tra i Padiglioni e i Range fu designata come spazio per i giardini nei piani originali di Thomas Jefferson. Il design attuale dei giardini è il risultato di un'iniziativa avviata dal presidente dell'università Colgate Darden per riportarli a qualcosa che si avvicini al progetto jeffersoniano originale.
L'effetto complessivo delle diverse porzioni del Lawn, della Rotonda, dei Padiglioni, delle stanze degli studenti e del sito fisico, è, secondo le parole di Garry Wills, "paradossale ... regimentazione ed espressione individuale ... ordine gerarchico e improvvisazione rilassata. ... Ma è la riconciliazione di queste apparenti inconciliabilità che costituisce il genio del sistema".

### Primi insediamenti
Le 108 stanze studentesche originarie (54 sul prato e 27 in ciascuno dei Range adiacenti) erano doppie, consentendo di ospitare fino a 216 studenti. In pratica, con iscrizioni all'università notevolmente inferiori durante le prime sessioni, le stanze del dormitorio adiacenti ai Padiglioni furono utilizzate in alcuni casi dai professori fino al 1854. Con l'aumento delle iscrizioni all'università, dai 128 studenti del 1842-1843 ai 604 del 1861, gli studenti iniziarono a cercare alloggio in pensioni approvate dall'università oltre al Lawn. Ulteriori cambiamenti nella composizione degli abitanti includevano l'uso delle stanze del Lawn come baracche per gli aspiranti ufficiali durante la seconda guerra mondiale, un passaggio dall'occupazione doppia a quella singola nel 1959 e l'arrivo delle prime donne laureate sul Lawn nel 1972.
I Padiglioni furono progettati sia come alloggio per i professori che come spazio per le aule. Il piano originario dell'università descriveva i Padiglioni come "un distinto padiglione o edificio per ogni cattedra separata; questi da disporre attorno a una piazza; ogni padiglione doveva contenere un'aula scolastica e due appartamenti per accogliere la famiglia del professore e altre ragionevoli comodità". Tuttavia, a causa di una combinazione di problemi pratici sulla capacità delle sale per le lezioni al primo piano di ospitare abbastanza studenti per le lezioni principali, e obiezioni da parte delle famiglie dei professori che sostenevano che lo spazio fosse necessario per intrattenere, gli studenti raramente avevano accesso alle stanze.
Oltre ai professori e alle loro famiglie, nei giorni antecedenti la Guerra Civile i Padiglioni ospitavano anche gli schiavi dei professori. Mentre agli studenti dell'università era vietato dai regolamenti dell'università di portare con sé i loro schiavi personali, i professori potevano possedere schiavi, e lo facevano, che venivano alloggiati nelle cantine dei Padiglioni o degli Hotel o in annessi esterni. In un caso, a Lewis Commodore, uno schiavo di proprietà dell'università, fu concessa l'alloggio all'interno della Rotonda stessa, per poi essere cacciato dal Consiglio di Amministrazione due anni dopo.

### New Hall e l'incendio del 1895

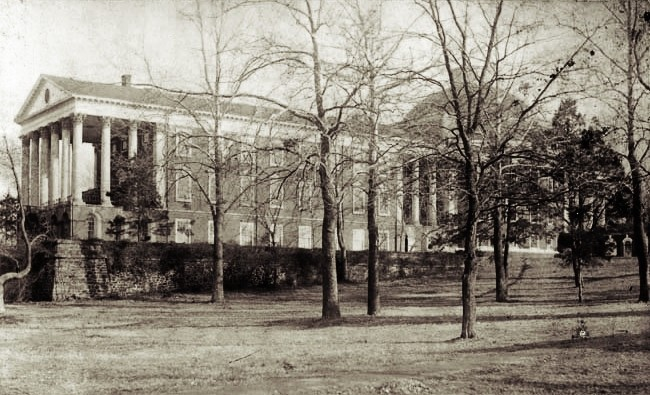
New Hall

Con l'aumentare del numero degli studenti, la Rotonda fu ampliata nel 1853 con una struttura chiamata "New Hall", sul lato nord. La New Hall, che si estendeva per 30 metri dalla facciata nord originale della Rotonda, aggiungeva circa 930 metri quadrati di spazio per aule e riunioni, tra cui una Sala Pubblica con 1200 posti a sedere.
Nel 1895 la Rotonda fu completamente distrutta da un incendio partito da un difettoso cablaggio elettrico nella Sala Pubblica della New Hall. Gli studenti universitari salvarono quello che per loro era l'oggetto più importante all'interno della Rotonda: una statua a grandezza naturale di Thomas Jefferson scolpita nel marmo, donata all'università da Alexander Galt nel 1861. Gli studenti salvarono anche una parte dei libri della biblioteca universitaria dalla Sala della Cupola, così come vari strumenti scientifici dalle aule della New Hall. Poco dopo l'incendio, la facoltà elaborò una raccomandazione al Consiglio di Amministrazione, proponendo un programma di ricostruzione che prevedeva la ricostruzione della Rotonda e la sostituzione dello spazio perduto per le aule della New Hall con una serie di edifici all'estremità sud del Lawn.

### Stanford White

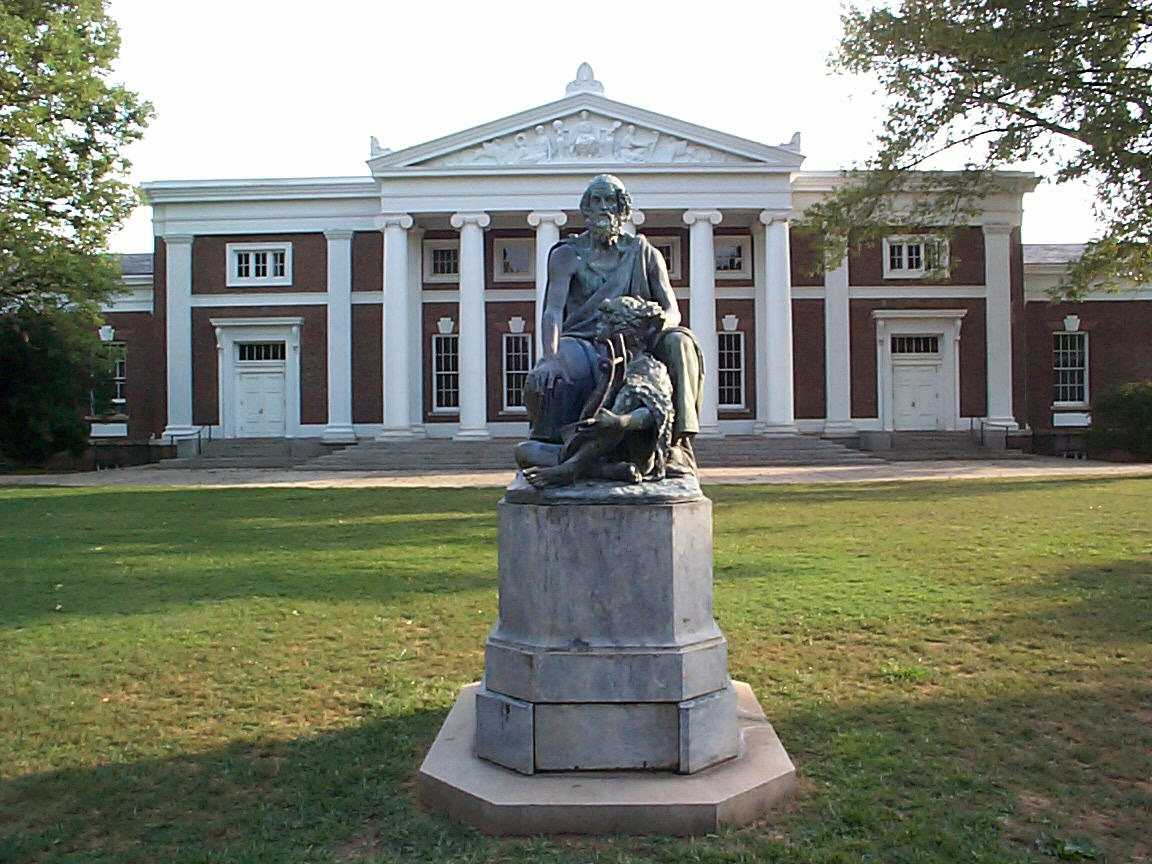
Old Cabell Hall e Homer

In seguito all'incendio della Rotonda nel 1895, lo studio McKim, Mead e White con l'architetto Stanford White fu incaricato di ricostruire la Rotonda e di creare nuovi edifici accademici per compensare la perdita della New Hall. White progettò tre edifici accademici: Cocke Hall, Rouss Hall e Cabell Hall (ora Old Cabell Hall) alla base del Lawn, chiudendo la vista a sud che in precedenza si apriva sulle Blue Ridge Mountains. La creazione di questo gruppo di edifici ha delimitato il perimetro del Lawn stabilendone definitivamente le dimensioni; lo sviluppo successivo dell'università è avvenuto all'esterno dei confini del Villaggio Accademico.
Dopo la costruzione dei nuovi edifici accademici, nel 1907 fu donata all'università una statua di Omero realizzata dallo scultore nativo della Virginia Moses Jacob Ezekiel e posizionata nel piazzale antistante l'Old Cabell Hall. Ezekiel realizzò anche la statua bronzea di Jefferson su un piedistallo a campana che si trova di fronte alle scale nord della Rotonda. Nello stesso periodo, furono aggiunte statue di Jefferson e George Washington a sud dei Padiglioni IX e X, che si fronteggiano sul prato a nord del quadrilatero Rouss/Cabell/Cocke. La statua di Jefferson, una replica della scultura di Karl Bitter realizzata per l'Esposizione Universale dell'Acquisto della Louisiana, fu aggiunta nel 1915, e successivamente fu aggiunta la replica della statua di George Washington di Houdon.

## Utilizzo

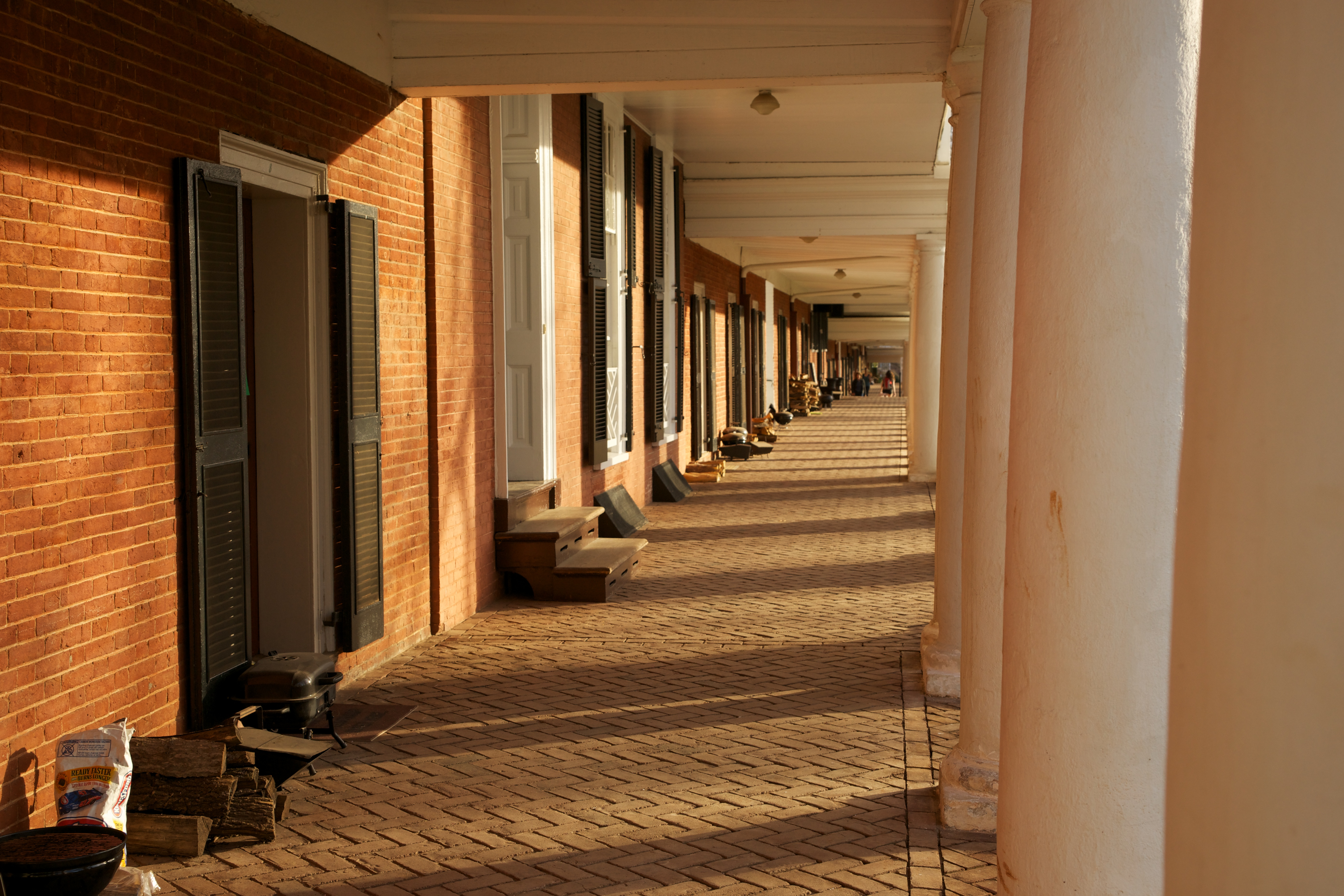
Stanze degli studenti sul lato est del The Lawn

Sulla scalinata del Lawn si svolgono ogni maggio le cerimonie di laurea dell'Università della Virginia, considerate una delle tradizioni più importanti dell'istituto.
Essere scelti per risiedere sul Lawn è uno dei più grandi onori dell'università e rappresenta un vero prestigio. Tutti gli studenti universitari che si laureano alla fine dell'anno di residenza possono richiedere di vivere in una delle 47 stanze aperte alla totalità degli studenti (su un totale di 54). Le domande di candidatura - che variano di anno in anno, ma generalmente includono un curriculum, una lettera di presentazione e risposte a diverse domande - vengono esaminate da una commissione di lettura e ai candidati che ricevono più voti vengono offerte le residenze sul Lawn, mentre ad altri viene data comunicazione di essere potenziali candidati di riserva. Cinque delle restanti sette stanze sono "dotate" da organizzazioni interne: la Jefferson Literary and Debating Society (stanza 7; fondata lì il 14 luglio 1825), la Trigon Engineering Society (stanza 17; fondata il 3 novembre 1924), Residence Staff (stanza 26), l'Honor Committee (stanza 37) e la confraternita Kappa Sigma (stanza 46; fondata lì il 10 dicembre 1869). Questi gruppi hanno un proprio processo di selezione per scegliere chi vivrà nella loro stanza sul Lawn, sebbene l'approvazione finale spetti al Decano degli Studenti. Il residente della stanza "Bravo Ragazzo" di Gus Blagden (stanza 15) viene scelto tra una serie di candidati e non necessariamente appartiene a un gruppo specifico. La residenza nella stanza pre-medica John K. Crispell (stanza 1) viene solitamente assegnata a uno studente pre-medico eccezionale tra il gruppo di 47 a cui viene offerta una residenza ordinaria sul Lawn. Anche la residenza nei padiglioni è ambita. Tuttavia, solo nove padiglioni ospitano docenti, poiché il Padiglione VII è riservato al Colonnade Club. Il Consiglio di Amministrazione dell'Università ha l'approvazione finale su quali docenti possono vivere in un padiglione. La residenza nel padiglione viene solitamente offerta con un contratto triennale o quinquennale con possibilità di rinnovo. Si presume che i residenti dei padiglioni interagiscano con i loro vicini "Lawnie" più giovani, come previsto da Jefferson.
Ogni inizio dicembre, a partire dal 2001, l'università celebra l'inverno con l' "Illuminazione del Lawn", dove circa 22.000 piccole lampadine bianche vengono drappeggiate attorno ai vari edifici del Lawn e accese contemporaneamente con una grande cerimonia, subito dopo la lettura di una poesia natalizia scritta da uno studente. Le luci restano accese ogni notte fino alla fine del semestre, di solito circa due settimane dopo. Migliaia di studenti partecipano all'evento inaugurale.

## South Lawn Project

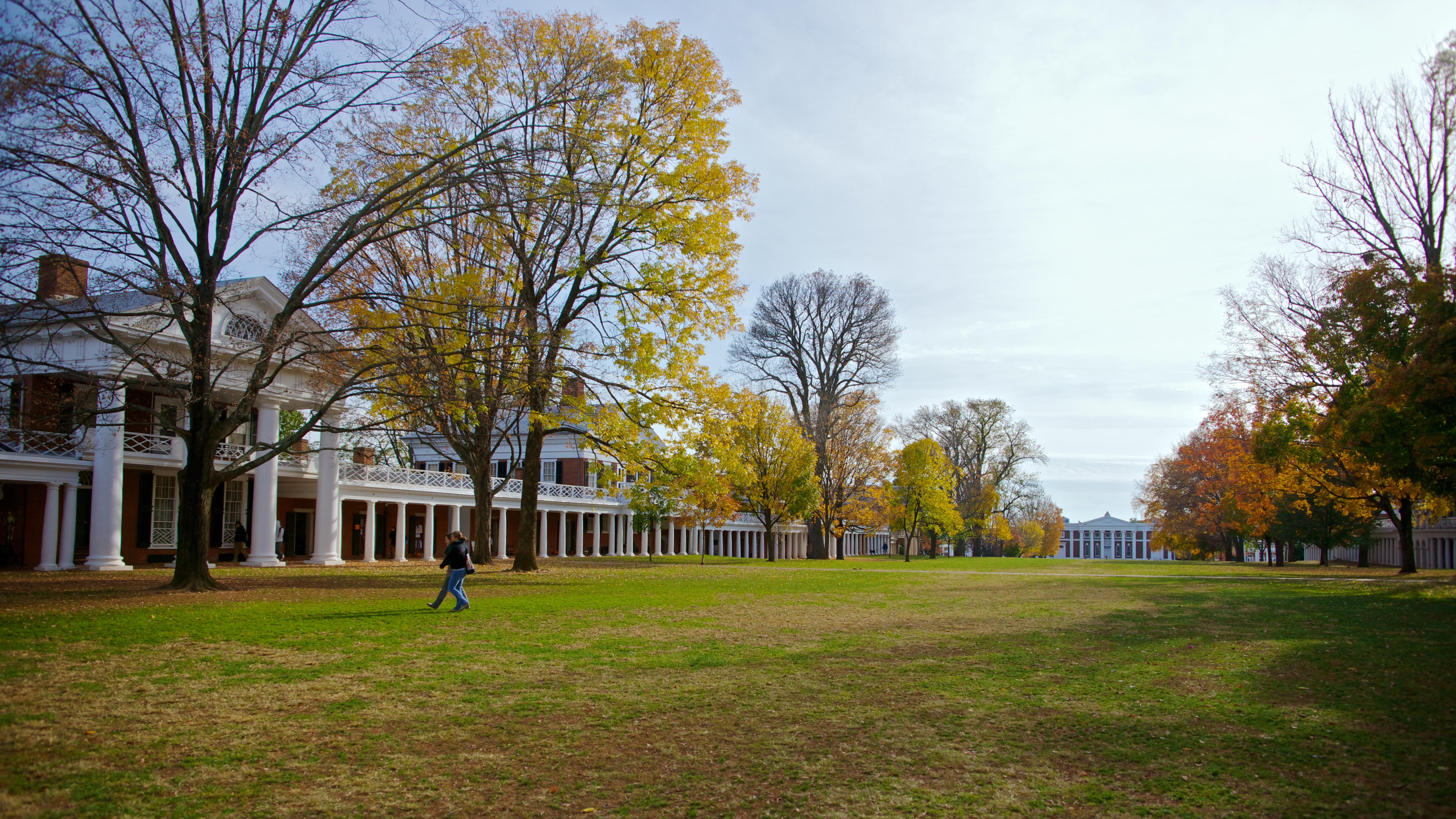
The Lawn oggi, con vista a sud verso la Old Cabell Hall; la East Lawn è a siistra.

Negli ultimi anni, il Lawn ha subito cambiamenti considerevoli a seguito del South Lawn Project. La McIntire School of Commerce si è trasferita nella Rouss Hall appena ristrutturata, ex sede del dipartimento di Economia dell'università. La Monroe Hall (ex sede della McIntire School) è diventata parte della facoltà. Nell'ambito del progetto, la New Cabell Hall è stata rinnovata (sebbene originariamente prevista per la demolizione), e il Lawn è stato esteso tramite un ponte su Jefferson Park Avenue fino allo spazio al di là e "sopra" la strada - dove prima c'era un parcheggio per i docenti. Il progetto complessivo ha aggiunto oltre 9.300 metri quadrati di aule e uffici.
Inizialmente assegnato allo studio di architettura modernista di New York Polshek Partnership, gli architetti finali, Moore Ruble Yudell, hanno scelto un approccio neoclassico per il progetto. Sono sorte critiche sulla presunta natura architettonica derivativa del progetto. Imitava infatti alcuni aspetti del Lawn, portando il professor Jason Johnson dell'UVA a definirlo un "parco a tema".
Questa tensione, comune nei campus universitari americani e altrove, ha evidenziato il più ampio dilemma di come ampliare un'icona architettonica, sfruttando le moderne tecniche di costruzione e i relativi vantaggi economici, senza essere evidentemente derivativi nello stile. Altri critici sostengono che l'approccio neoclassico sia più appropriato nel contesto dell'Università della Virginia, mettendo a confronto i piani con altri progetti UVA come il moderno Hereford College e la revivalista Darden School. Sull'approccio architettonico neoclassico infine scelto ci sono state aperte faide, con entrambe le parti che hanno scritto lettere o acquistato spazi pubblicitari sul giornale studentesco dell'università, The Cavalier Daily.
L'UVA ha certificato LEED il South Lawn Project. Il South Lawn Project è stato completato nell'autunno del 2010.